# Професионалац (филм из 1994)
Професионалац (ткђ. Леон, као и Леон: Професионалац; фр. Léon) француски је трилер из 1994. године који је написао и режирао Лик Бесон. У филму глуме Жан Рено који је мафијашки убица, Гари Олдман као корумпирани агент Управе за сузбијање наркотика, млада Натали Портман у филмском дебију као Матилда, дванаестогодишња девојчица која се спријатељује са плаћеним убицом пошто јој је породица убијена, и Дени Ајело као Тони, мафијашки шеф који том плаћеном убици даје послове.
Филм је снимљен са буџетом од 16 милиона долара, а на благајнама је зарадио 45.284.974 долара.

## Радња
Леон је француско-италијански плаћени убица или „чистач”, како он зове себе. Живи усамљеничким животом у Њујорку. Њега унајмљује мафијаш по имену Тони. Леон своје слободно време проводи вежбајући, узгајајући биљке и гледајући старе филмове. Једног дана, Леон види Матилду Ландо, дванаестогодишњу девојчицу која пуши цигарете. Матилда живи у дисфункционалној породици која станује поред Леона. Девојчица не иде у школу и породица је не примећује. Матилдин отац привлачи гнев корумпираних ДЕА агената, јер задржава одређену количину дроге. Због тога агенти упадају у зграду. Групу ових агената предводи обучени наркоман Норман Стансфилд. Он убија целу Матилдину породицу,њен четворогодишњи брат се сакрио испод кревета али га је убио Вили Стенсфилдов сарадник пуцајући насумично  по целом стану,док је Матилда у том тренутку отишла у куповини, По доласку из продавнице, Матилда схвата да јој је породица убијена и наставља да корача до Леоновог стана и звони на његова врата. Оклевајући Леон, јој даје уточиште.
Матилда убрзо открива да је Леон био убица. Она га моли да се брине о њој и да је научи својим способностима. Она жели да освети убиство њеног четворогодишњег брата. Првобитно њено присуство Леона узнемирава. Намерава да је убије док спава, али из самилости то не чини. Следећег јутра, Леон покушава да отера Матилду, али она га моли да остане, јер јој је он спасао живот претходног јутра. Говори да ће бити мртва до краја дана, ако је избаци. Она га моли да је тренира. Леон одбија и она узима пиштољ и пуца насумице испред отвореног прозора. Леон је тренира против своје воље. Учи је како се користе различита оружја. Заузврат, она води кућне послове — чисти његов стан и учи га како да чита. Матилда изјављује љубав Леону неколико пута у току филма али Леон не обраћа пажњу на то. 
Након што је Матилда научила да пуца, она узима оружје из Леонове збирке оружја и одлази да убија Нормана. Она улази у ДЕА канцеларију представљајући се као курир. Прави заседу Норману у купатилу и од њега сазнаје да је Леон убио једног од агената у Кинеској четврти тог јутра. Леон спашава Матилду и убија двојицу агената. Нормана је ово разбеснело и жели да пронађе Тонија како би сазнао где је Леон. 
Једног дана, Матилда се враћа из продавнице и види Норманов тим који покушава да сними Леонов стан. Леон помаже Матилди да побегне тако што прави рупу у вратима. Он јој говори да је воли и да је она дала његовом животу смисао, неколико минута пре него што ће полиција доћи. Леон излази из зграде као рањени ЕСУ официр. Норман Стансфилд је упуцао Леона с леђа док је излазио из зграде. Леон, тешко рањен пада на земљу. Док Леон умире, он Норману даје осигурач од експлозива и говори му: „Ово је од Матилде”. Норман отвара Леонов прслук и схвата да је он опасан експлозивима. Неколико тренутака после долази до велике експлозије која их обојицу убија.
Матилда одлази да види Тонија, јер јој је Леон то наложио да уради у случају да он умре. Тони јој открива да јој је Леон оставио новац у случају да јој се нешто деси. Матилда тражи од Тонија да је запосли као убицу. Тони је љутито одбија, говорећи јој треба да заборави своју прошлост и да треба да се школује. Матилда се састаје са школском управницом којој прича шта јој се издешавало у ових неколико дана и моли је да јој помогне или ће до краја дана остати мртва. Касније одлази до школског парка где сади Леонову биљку.

## Улоге
| Глумац         | Улога            |
| -------------- | ---------------- |
| Жан Рено       | Леон             |
| Натали Портман | Матилда Ландо    |
| Гари Олдман    | Норман Стансфилд |
| Дени Ајело     | Тони             |
| Мајкл Бадалуко | Матилдин отац    |
| Елен Грин      | Марџи Ландо      |
| Френк Сенгер   | Дебељко          |
| Жан Иг Англад  | камео            |
| Мајвен         | плавуша          |